# El Maíllo
El Maíllo est une commune de la province de Salamanque dans la communauté autonome de Castille-et-León en Espagne.

## Géographie

### Communes limitrophes
|                       | Puebla de Yeltes, Aldehuela de Yeltes |           |
| Morasverdes           | El Maíllo                             | El Cabaco |
| Serradilla del Arroyo | Monsagro                              |           |

## Démographie
Évolution démographique depuis 1900
| 1900 | 1910 | 1920 | 1930 | 1940 | 1950 | 1960 | 1970 | 1981 | 1991 | 2000 | 2014 | 2017 | 2019 |
| ---- | ---- | ---- | ---- | ---- | ---- | ---- | ---- | ---- | ---- | ---- | ---- | ---- | ---- |
| 682  | 731  | 792  | 873  | 950  | 1096 | 1067 | 765  | 487  | 403  | 443  | 298  | 279  | 260  |